# كارل إليوت
كارل إليوت (بالإنجليزية: Carl Elliott)‏ هو محامي وسياسي أمريكي، ولد في 20 ديسمبر 1913 في الولايات المتحدة، وتوفي في 9 يناير 1999 في نفس البلد. حزبياً، نشط في الحزب الديمقراطي.

## مناصب
- انتخب بيروقراطي (1967 – 1970).
- انتخب عضو  [لغات أخرى]‏ Alabama Democratic Party [الإنجليزية]‏ (1942 – 1950).
- انتخب قاضي (1946 – ).
- انتخب قاضي (1942 – ).
- انتخب عضو مجلس النواب الأمريكي (3 يناير 1949 – 3 يناير 1965).